# Horace Hayman Wilson
Horace Hayman Wilson (Londra, 26 settembre 1786 – Londra, 8 maggio 1860) è stato un orientalista e numismatico inglese.

## Biografia
Wilson studiò medicina al St Thomas's Hospital e nel 1808 andò in India come assistente chirurgo all'insediamento della Compagnia britannica delle Indie orientali in Bengala.
Per le sue conoscenze di metallurgia fu distaccato alla zecca di Calcutta, dove per un periodo lavorò assieme a John Leyden.
A Calcutta iniziò a interessarsi a fondo delle antiche lingue e della letteratura dell'India e con la raccomandazione di Henry Thomas Colebrooke, nel 1811 fu nominato segretario della Asiatic Society of Bengal.
Nel 1813 pubblicò il testo in lingua sanscrita del Meghadūta o Messaggero della Nuvola, un poema lirico di Kālidāsa, assieme a una traduzione inglese in versi, anche se in parte libera.
Preparò anche il primo Sanskrit-English Dictionary (1819) con materiali compilati da studiosi locali, integrati dalle sue ricerche.  Il suo lavoro fu superato solo dal Sanskritwörterbuch (1853–1876) di Rudolf Roth e Otto von Böhtlingk, che espressero il loro riconoscimento a Wilson nella prefazione al loro lavoro.
Si interessò di Ayurveda e della medicina e delle pratiche chirurgiche tradizionali indiane. Descrisse le pratiche locali per il colera e la lebbra nelle sue pubblicazioni alla Medical and Physical Society of Calcutta.

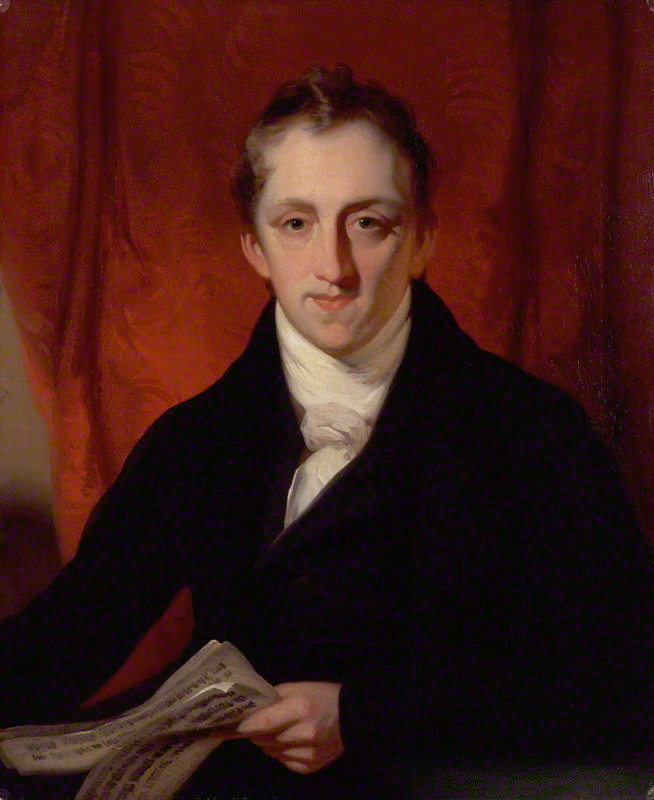
Ritratto di anonimo alla National Portrait Gallery di Londra.

Nel 1827 Wilson pubblicò Select Specimens of the Theatre of the Hindus, che conteneva un'antologia molto ampia della drammaturgia indiana, con la traduzione completa di sei lavori e un breve riassunto di altre 23 opere.
La sua Mackenzie Collection (1828) è un catalogo descrittivo di una grande collezione di manoscritti e antichità orientali, specialmente dell'India meridionale, raccolta dal colonnello Colin Mackenzie, in seguito collocata in parte all'India Office, a Londra (ora parte delle Oriental and India Office Collections della British Library) e in parte a Madras (Chennai).
Scrisse anche una Historical Sketch of the First Burmese War, with Documents, Political and Geographical (1827), una Review of the External Commerce of Bengal from 1813 to 1828 (1830), una traduzione del Vishnu Purana (1840), e una History of British India from 1805 to 1835, (1844–1848) come continuazione della The History of British India scritta da James Mill nel 1818.
Fu per molti anni segretario del comitato per la pubblica istruzione e sovrintese agli studi del Sanskrit College a Calcutta. Fu uno dei più convinti oppositori alla proposta che l'inglese dovesse essere l'unico mezzo di istruzione nelle scuole locali e divenne per un certo periodo il destinatario di duri attacchi.
Nel 1832 la Oxford University selezionò Wilson come primo a ricoprire la cattedra Boden di sanscrito: aveva pubblicato un annuncio di una colonna su The Times il 6 marzo 1832 p. 3, mostrando un elenco dei suoi risultati e delle attività in programma, con le testimonianze, compresa una del candidato rivale, sulla sua adeguatezza per l'incarico. Nel 1836 fu anche nominato bibliotecario alla East India Company.
Ha anche insegnato all'East India Company College.
È stato membro della Medical and Physical Society of Calcutta, membro fondatore della Royal Asiatic Society, di cui è stato direttore dal 1837 fino alla morte. Fu presidente della Royal Numismatic Society nel periodo 1841-43 e di nuovo dal 1845 al 1847.
Wilson è sepolto al Kensal Green Cemetery.

## Opere
- The Vishnu Purana: Book 4 of 6, 1840, Forgotten Books, ISBN 1-60506-660-5.
- Horace Hayman (tr. from the Original Sanskrit) Wilson, Select Specimens of the Theatre of the Hindus, V.Holcroft at The Asiatic Press, Calcutta, 1827.